# ألفريد وينينبرج
ألفريد وينينبرغ (20 يوليو 1891 - 30 ديسمبر 1963) كان قائدا رفيع المستوى في فافن إس إس والشرطة الألمانية النازية. تولى قيادة فرقة SS Polizei بين ديسمبر 1941 ويونيو 1943. حصل على وسام الفارس الصليبي الحديدي بأوراق البلوط. في 10 يونيو 1943، تم نقله لقيادة فيلق <a href="https://en.wikipedia.org/wiki/IV_SS_Panzer_Corps" rel="mw:ExtLink" data-linkid="76" class="cx-link" title="IV SS Panzer Corps">IV SS Panzer</a>، حيث بقي حتى 31 أغسطس. في نفس العام أصبح قائد شرطة النظام (Orpo؛ شرطة بالزي الرسمي).

## الجوائز
- الصليب الحديدي (1914) الدرجة الثانية (10 فبراير 1915) والدرجة الأولى (9 سبتمبر 1915) [1]
- مشبك الصليب الحديدي (1939) 2nd Class (18 June 1940) & 1st Class (21 August 1941)
- صليب الفارس من الصليب الحديدي مع أوراق البلوط
  - الصليب فارس يوم 15 نوفمبر 1941 كما SS- شتاندارتن فوهرر وأوبريست لالشرطة الوقائية، وقائد SS-Polizei-Schützen-فوج 3 [2]
  - اوراق البلوط في 23 أبريل 1942 كما SS- بريغيجاديه فوهرر و جنرال مايجور للشرطة، وقائد SS-Polizei-قسم